# Porsche Supercup 2011

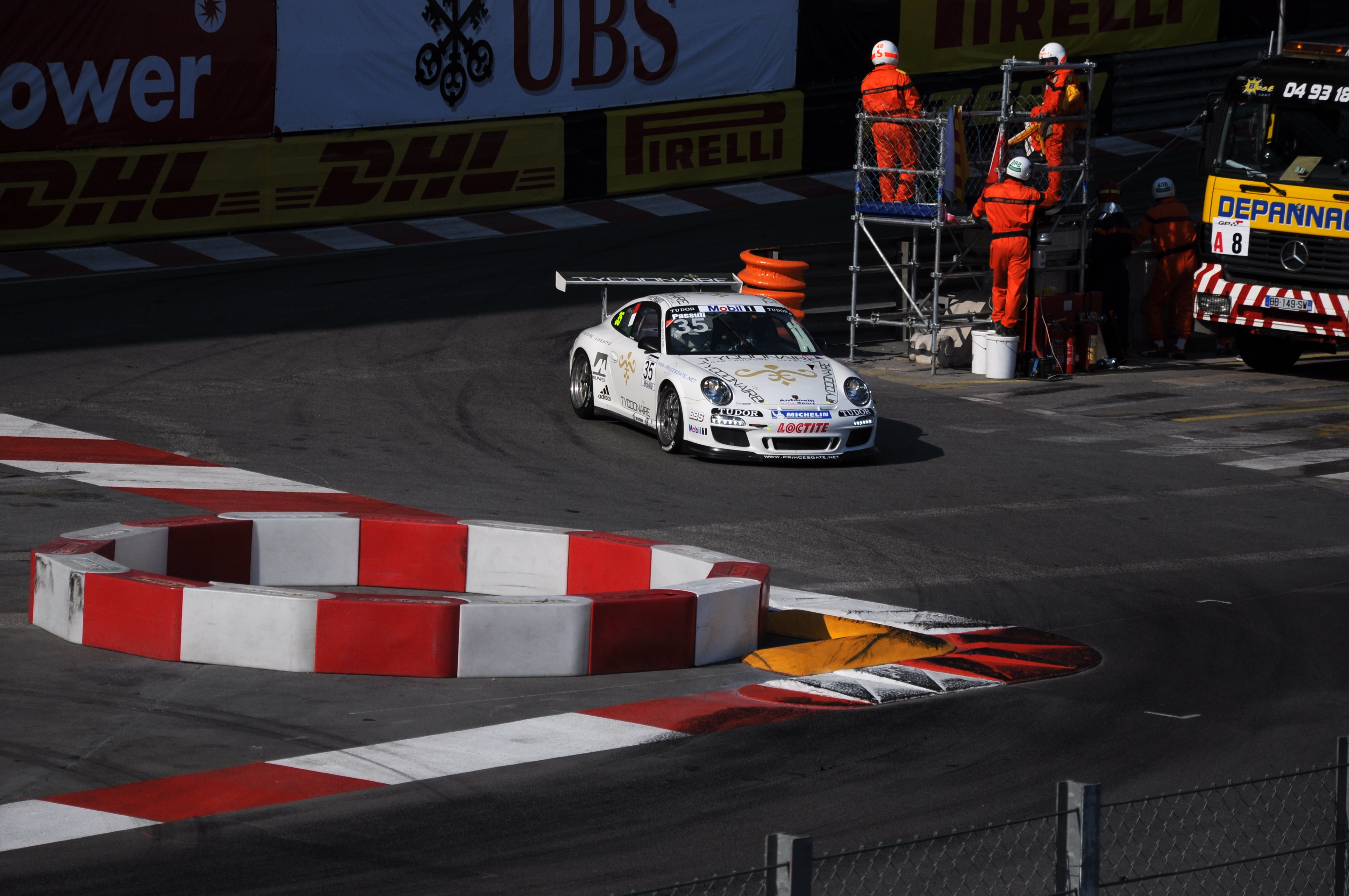
Christian Passuti var gästförare i Monaco.

Porsche Mobil 1 Supercup 2011 är den nittonde säsongen av GT-mästerskapet Porsche Supercup. Säsongen startade på Istanbul Park den 8 maj, efter att tävlingarna på Bahrain International Circuit blivit inställda, och kommer att avslutas den 11 september på Autodromo Nazionale Monza.

## Tävlingskalender
| Datum        | Bana                         | Pole Position       | Snabbaste varv      | Segrare             | Segrare (team)            |
| ------------ | ---------------------------- | ------------------- | ------------------- | ------------------- | ------------------------- |
| 8 maj        | Istanbul Park                | Christian Engelhart | Nick Tandy          | Christian Engelhart | Konrad Motorsport         |
| 22 maj       | Circuit de Catalunya         | Sean Edwards        | Nick Tandy          | Sean Edwards        | Team Abu Dhabi by Tolimit |
| 29 maj       | Circuit de Monaco            | René Rast           | René Rast           | René Rast           | Veltins Lechner Racing    |
| 25 juni      | Nürburgring (Nordschleife)   | Norbert Siedler     | René Rast           | René Rast           | Veltins Lechner Racing    |
| 10 juli      | Silverstone Circuit          | René Rast           | Nick Tandy          | René Rast           | Veltins Lechner Racing    |
| 24 juli      | Nürburgring (GP)             | Kuba Giermaziak     | Christian Engelhart | René Rast           | Veltins Lechner Racing    |
| 31 juli      | Hungaroring                  | Kévin Estre         | Sean Edwards        | Kuba Giermaziak     | VERVA Racing Team         |
| 28 augusti   | Circuit de Spa-Francorchamps |                     |                     |                     |                           |
| 11 september | Autodromo Nazionale Monza    |                     |                     |                     |                           |
| 12 november  | Yas Marina Circuit           |                     |                     |                     |                           |
| 13 november  | Yas Marina Circuit           |                     |                     |                     |                           |

## Team och förare
Kursiverade förare är gästförare, vilket betyder att de tävlar utanför mästerskapet.
| Team                          | Nr  | Förare                 | Helger     |
| ----------------------------- | --- | ---------------------- | ---------- |
| Veltins Lechner Racing        | 1   | René Rast              | 1 →        |
| Veltins Lechner Racing        | 2   | Norbert Siedler        | 1 →        |
| Veltins Lechner Racing        | 37  | Oskar Slingerland      | 3          |
| Konrad Motorsport             | 3   | Nick Tandy             | 1 →        |
| Konrad Motorsport             | 4   | Christian Engelhart    | 1 →        |
| Konrad Motorsport Austria     | 5   | Andreas Mayerl         | 1 →        |
| Konrad Motorsport Austria     | 6   | Mathias Lauda          | 1 →        |
| SANITEC Aquiles MRS Team      | 7   | William Langhorne      | 1 →        |
| SANITEC Aquiles MRS Team      | 8   | Nicolás Filiberti      | 1 → 3      |
| SANITEC Aquiles MRS Team      | 8   | Matthew Halliday       | 5 → 6      |
| SANITEC Aquiles MRS Team      | 8   | Isaac Tutumlu          | 7 →        |
| SANITEC Aquiles MRS Team      | 32  | Yucel Ozbek            | 5 →        |
| SANITEC Aquiles MRS Team      | 810 | Melanie Snow           | 4          |
| VERVA Racing Team             | 9   | Štefan Rosina          | 1 →        |
| VERVA Racing Team             | 10  | Kuba Giermaziak        | 1 →        |
| Attempto Racing               | 11  | Robert Lukas           | 1 → 3, 5 → |
| Attempto Racing               | 11  | Nicki Thiim            | 4          |
| Attempto Racing               | 12  | Kévin Estre            | 1 →        |
| Team Abu Dhabi by tolimit     | 14  | Khaled Al Qubaisi      | 1 →        |
| Team Abu Dhabi by tolimit     | 15  | Jeroen Bleekemolen     | 1 →        |
| Team Abu Dhabi by tolimit     | 16  | Sean Edwards           | 1 →        |
| Team Bleekemolen              | 17  | Sebastiaan Bleekemolen | 1 →        |
| Team Bleekemolen              | 18  | Patrick Huisman        | 1 →        |
| Team Bleekemolen              | 19  | Alessandro Zampedri    | 1 → 3, 5 → |
| MRS Team PZ Aschaffenburg     | 30  | Thomas Langer          | 1 → 3      |
| MRS Team PZ Aschaffenburg     | 31  | Cenk Ceyişaka          | 1          |
| MRS Team PZ Aschaffenburg     | 31  | Isaac Tutumlu          | 3          |
| MRS Team PZ Aschaffenburg     | 32  | Yadel Oskan            | 1          |
| MRS Team PZ Aschaffenburg     | 32  | Matthew Halliday       | 3          |
| PRO GT                        | 33  | Roland Berville        | 2 → 3      |
| PRO GT                        | 34  | Henry Hassid           | 2 → 3      |
| Antonelli Motorsport          | 35  | Christian Passuti      | 3          |
| Antonelli Motorsport          | 36  | Angelo Proietti        | 3          |
| SAS International             | 38  | Michael Meadows        | 5          |
| SAS International             | 39  | James Sutton           | 5          |
| Porsche Cars Great Britain    | 41  | Ahmad Al Harthy        | 5          |
| Porsche Cars Great Britain    | 42  | Benji Hetherington     | 5          |
| Porsche Cars Great Britain    | 43  | Andrew Shelley         | 5          |
| Schnabl Engineering           | 44  | Sam Tordoff            | 5          |
| Schnabl Engineering           | 45  | Keith Webster          | 5          |
| Haribo Racing Team            | 88  | Hans-Guido Riegel      | 6          |
| Haribo Racing Team            | 99  | Christian Menzel       | 6          |
| GT3 Cup Challenge Middle East | 811 | Abdulaziz Al Faisal    | 4          |
| GT3 Cup Challenge Middle East | 812 | Johannes Waimer        | 4          |
| Motopark                      | 815 | Lance David Arnold     | 4          |
| Motopark                      | 816 | Timo Rumpfkeil         | 4          |